# Parafia Matki Boskiej Nieustającej Pomocy w Radzyniu Podlaskim
Parafia Matki Boskiej Nieustającej Pomocy w Radzyniu Podlaskim – parafia rzymskokatolicka w Radzyniu Podlaskim.
Parafia została erygowana w 1988. Obecny kościół parafialny został wybudowany w latach 1985–1993.
Terytorium parafii obejmuje: Białą, Branicę, Lichty, Marynin, Niewęgłosz, Paszki Duże, Paszki Małe, Zabiele i Żabików oraz część Radzynia Podlaskiego i Sitna.